# Cañete, Chile
Cañete este un oraș și comună din provincia Arauco, regiunea Bío Bío, Chile, cu o populație de 31.805 locuitori (2012) și o suprafață de 760,4 km2.